# Tribunal (metropolitana di Madrid)
Tribunal è una stazione delle linee 1 e 10 della metropolitana di Madrid.
Si trova sotto Calle de Fuencarral, all'intersezione con Calle de Barceló, nel distretto Centro di Madrid.
È la stazione di metropolitana utilizzata dai giovani che frequentano la zona di Malasaña, conosciuta per la vita notturna.

## Storia
Inaugurata da Alfonso XIII il 17 ottobre 1919, è una delle otto stazioni più antiche della metropolitana di Madrid. Fino agli anni venti era denominata "Hospicio". Il nome attuale fa riferimento alla Corte dei Conti (es: Tribunal de Cuentas), organo dello Stato situato nelle vicinanze.
Negli anni sessanta fu costruito l'ingresso principale e le banchine della linea 1 furono ampliate da 60 a 90 m. I binari della linea 10 furono inaugurati nel 1981.

## Accessi
Ingresso Barceló
- Barceló Calle de Barceló 2
- Fuencarral Calle de Fuencarral 78

Ingresso Fuencarral aperto dalle 6:00 alle 21:40
- Tribunal de Cuentas Calle de Fuencarral 81